# Svarttjärnen (Säbrå socken, Ångermanland, 694529-160161)
Svarttjärnen är en sjö i Härnösands kommun i Ångermanland och ingår i Gådeån-Indalsälvens kustområde.